# Alegoryzm
Alegoryzm – jedna z zasadniczych tendencji literatury i sztuki średniowiecza, a także baroku, polegająca na posługiwaniu alegorią jako źródłem wskazującym na głębsze znaczenie zjawisk materialnych. Źródłem alegorii średniowiecznej było Pismo Święte.